# Inge Bråten
Inge Vidar Bråten, född 31 juli 1948 i Rena, Hedmark fylke, död 13 april 2012, var en norsk längdskidåkningstränare. 
Under åren 1990 till 1994 var Bråten landslagschef och tränare för det norska herrlandslaget, som vann 15 OS- och VM-guld under perioden.
År 2005 till 2007 var Bråten förbundskapten för det svenska skidlandslaget, som under denna period vann tre guld vid OS 2006 i Turin. Han var också landslagstränare i Kanada och Schweiz. Från 2010 var han även expertkommentator för TV-kanalen Eurosport.
Hans begravning hölls den 20 april 2012 i Kløfta, Ullensakers kommun.